# تلالين
تلالين  قرية سوريّة تتبع إداريّاً لمحافظة حلب منطقة أعزاز ناحية مارع، بلغ تعداد سكانها 2,123 نسمة حسب التعداد السكاني لعام 2004.